# Золотая медаль имени П. Л. Капицы
Золотая медаль имени П. Л. Капицы присуждается Российской академией наук с 1994 года за выдающиеся работы по физике. Награждённым может стать как российский, так и зарубежный учёный. Носит имя российского физика Петра Леонидовича Капицы.

Внешний вид медали
Обратная сторона медали

## Награждённые учёные
- 1994 — Олли Лоунасмаа — за крупнейшие достижения в физике низких температур[1]
- 1999 — Александр Фёдорович Андреев — за цикл научных работ в области физики низких температур
- 2004 — Александр Николаевич Скринский — за цикл работ «Создание накопителей заряженных частиц для исследований по физике элементарных частиц и для использования их в качестве источников синхротронного излучения для разнообразных исследований»
- 2009 — Всеволод Феликсович Гантмахер — за цикл работ «Коллективные явления в электронных системах при низких температурах»
- 2014 — Сергей Михайлович Стишов — за цикл экспериментальных исследований в области физики высоких давлений
- 2019 — Владимир Владимирович Дмитриев — за открытие новых сверхтекучих фаз и топологических состояний жидкого ³Не
- 2024 — Владимир Моисеевич Пудалов — за цикл работ «Экспериментальные исследования эффектов фазового расслоения в низкомерных материалах и электронных системах[2]